# .mx
.mx је највиши Интернет домен државних кодова (ccTLD) за Мексико.